# 元勰
元勰 (473年—508年10月27日)，字彥和，河南郡洛阳县（今河南省洛阳市东）人，魏献文帝拓跋弘第六子，生母贵人潘氏，北魏宗室、官员。

## 生平
元勰是魏孝文帝的异母弟，並得到孝文帝信任。太和二十三年（499年）孝文帝駕崩後，元勰輔佐侄子宣武帝，得到好評，但因此受到宣武帝及宣武帝舅舅高肇的猜忌。
正始四年（507年），宣武顺皇后暴死，宣武帝欲立高英为皇后，元勰再三劝谏不可，宣武帝不听，且因此導致高英、高肇俱怨恨元勰。
正始五年（508年），京兆王元愉反叛称帝，胁迫元勰的舅舅潘僧固共同起事，高肇派左卫将军元珍诬告元勰与元愉勾结谋反。永平元年九月戊戌（508年10月27日）宣武帝强召元勰入宫，让元珍带毒酒赐令元勰自杀，元勰抗辩自己无罪，坚决不肯自杀，被元珍部下杀死，虚岁三十六，朝廷追赠使持节、侍中、假黄钺、都督中外诸军事、太师、领司徒公，谥号武宣。
其子元子攸即帝位，追尊元勰為文穆皇帝，廟號肅祖。魏节闵帝时，元勰的神主牌被移出太庙，文穆帝的谥号和肃祖的庙号被废除。

## 作品
《魏書》本傳：“敦尚文史，物務之暇，披覽不輟”。撰自古帝王賢達至於魏世子孫三十卷，名曰《要略》。其書《隋書·經籍志》已不見著錄，《蠅賦》亦已佚。
〈問松林〉
問松林，松林經幾冬？山川何如昔，風雲與古同。
（此詩奉兄長孝文帝之命，十步作成。據考作於太和二十一年。）

## 評價
史臣曰：武宣王（元勰諡號武宣）孝以為質，忠而樹行，文謀武略，自得懷抱，綢繆太和之世，豈徒然哉！至夫在安處危之操，送往事居之節，週旦匪他之義，霍光異姓之誠，事兼之矣。功高震主，德隆動俗，間言一入，卒不全志．烏呼！周成王、漢昭帝亦未易遇也。

## 家庭

### 父母
- 魏献文帝拓跋弘[3]
- 长乐潘氏，青州治中、东莱郡广川郡二郡太守潘猛孙女，平原郡乐安郡二郡太守潘弥之女[3]

### 王妃
- 李媛华，北魏使持节、侍中、镇西大将军、开府仪同三司、并州刺史、敦煌宣公李宝孙女，北魏司空、清淵文穆公李沖第四女

### 子女
- 襄城公主，嫁北魏尚书左丞崔瓄
- 宁陵公主，嫁北魏镇军将军、金紫光禄大夫，给事黄门侍郎王诵
- 元莒犁，寿阳公主，嫁北魏使持节、都督齐济西兖三州诸军事、骠骑大将军、开府仪同三司、齐州刺史、丹杨王萧综
- 元子直，北魏持节、督梁州诸军事、冠军将军、梁州刺史、陈留王
- 元劭，北魏无上王，追尊魏孝宣帝
- 魏孝庄帝元子攸
- 元楚华，光城公主，嫁北魏光禄大夫、长乐郡公冯颢
- 元季瑶，丰亭公主，嫁北魏骠骑大将军、左光禄大夫、开府仪同三司、广州刺史、东平郡公李彧
- 元子正，北魏侍中、骠骑大将军、司徒公、兼尚书令、始平文贞王

## 延伸阅读
[在维基数据编辑]
 《魏書/卷21下》，出自魏收《魏书》
 《北史/卷019》，出自李延壽《北史》